# GYKI-16,084
GYKI-16,084 je antagonist alfa adrenergičkog receptora.